# Américo Scatolaro
Luis Américo Scatolaro (Chajarí, Entre Ríos, Argentina, 12 de febrero de 1963) es un exfutbolista y entrenador argentino nacionalizado mexicano.

## Trayectoria

### Como jugador
Se formó en las inferiores del Vélez de Chajarí hasta que, en 1984, debutó con el C. A. Belgrano. Tras mantenerse en el Pirata hasta 1988, al año siguiente reforzó al C. A. Chaco For Ever, que por entonces disputaba la Primera División. En 1990 llegó a México para jugar en el C. D. Irapuato. Posteriormente hizo lo propio en C. Necaxa, Guerreros de Acapulco y Correcaminos de la UAT. En 1998 volvió a Argentina y se vistió por segunda ocasión con los colores del C. A. Chaco For Ever, hasta su retirada profesional ese año.

### Como entrenador
Después de que se desempeñó como ayudante de campo del mexicano Raúl Arias, el 11 de diciembre de 2008 la directiva del San Luis F. C. lo nombró entrenador de cara al Clausura 2009 de la Primera División. Debutó el 17 de enero de 2009 con un empate 0-0 frente al Monarcas Morelia y consiguió su primer triunfo, un 1-2, el 31 de enero de 2009 contra los Jaguares de Chiapas. También le ganó al Atlas F. C. (2-1), al C. América (2-0) y al Indios de Juárez (4-1) durante el único torneo en que dirigió. El 28 de mayo de 2009 se le nombró entrenador del C. León pero, tras una serie de desavenencias con la directiva, el 12 de junio de 2009 se le cesó y se le sustituyó con Salvador Reyes de la Peña. Durante los años siguientes, además de un paso por el C. D. Irapuato (2010), auxilió nuevamente en la dirección técnica a Raúl Arias en C. D. Guadalajara (2009), C. S. Cienciano (2012) y Atlético San Luis (2015). El 27 de diciembre de 2017, el C. P. Cacereño lo designó como su entrenador aunque, tras impedimentos para dirigir a plenitud en el fútbol español, dejó el cargo el 16 de marzo de 2018. Volvió a México en 2019, a los Tiburones Rojos de Veracruz; sin embargo, producto de una polémica, su corta estancia como auxiliar técnico concluyó el 23 de octubre de 2019. El 16 de junio de 2022, en Honduras, se anunció su contratación como entrenador del C. D. Real Sociedad.

## Clubes

### Como jugador
| Club                   | País      | Año       |
| ---------------------- | --------- | --------- |
| C. A. Belgrano         | Argentina | 1984-1988 |
| C. A. Chaco For Ever   | Argentina | 1989-1990 |
| C. D. Irapuato         | México    | 1990-1991 |
| C. Necaxa              | México    | 1991-1994 |
| C. D. Irapuato         | México    | 1994-1995 |
| Guerreros de Acapulco  | México    | 1995-1996 |
| C. F. Correcaminos UAT | México    | 1997      |
| C. A. Chaco For Ever   | Argentina | 1998      |

Había jugado en Boca Juniors 1 partido previo en la temporada 1979 donde marco 1 gol en su partido debut según el sitio web: www.bdfa.com.ar/jugadores/LUIS-AMERICO-SCATOLARO-16710.html para más datos y en los años 1980 a 1983 en el equipo B de Boca Juniors o el equipo reserva del club de la ribera.

### Como entrenador
| Club                         | País     | Año       | P   | G   | PE | PP | %      |
| ---------------------------- | -------- | --------- | --- | --- | -- | -- | ------ |
| San Luis F. C. (auxiliar)    | México   | 2006-2008 | 118 | 48  | 34 | 36 | 50.28% |
| San Luis F. C.               | México   | 2009      | 17  | 4   | 5  | 8  | 33.33% |
| C. León                      | México   | 2009      | 0   | 0   | 0  | 0  | 0      |
| C. D. Guadalajara (auxiliar) | México   | 2009      | 17  | 6   | 6  | 5  | 47.06% |
| C. D. Irapuato               | México   | 2010      | 21  | 10  | 3  | 8  | 52.38% |
| C. S. Cienciano (auxiliar)   | Perú     | 2012      | 36  | 14  | 7  | 15 | 45.37% |
| Atlético San Luis (auxiliar) | México   | 2015      | 37  | 17  | 5  | 15 | 50.45% |
| C. P. Cacereño               | España   | 2017-2018 | 10  | 7   | 2  | 1  | 76.67% |
| C. D. Veracruz (auxiliar)    | México   | 2019      | 7   | 0   | 3  | 4  | 14.29% |
| C. D. Real Sociedad          | Honduras | 2022      | 5   | 1   | 0  | 4  | 20%    |
| Total                        | Total    | Total     | 268 | 107 | 65 | 96 | 48.01% |